# Davide Antonio Fossati

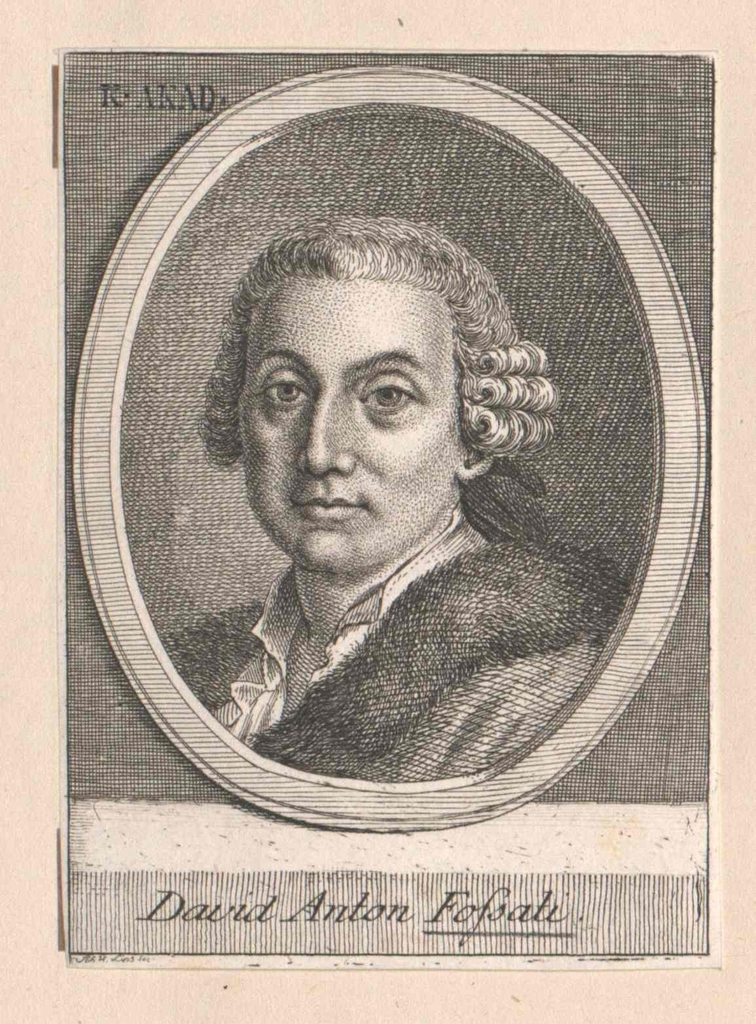
David Anton Fossati

Davide Antonio Fossati, auch David Anton Fossati (geboren 21. April 1708 in Morcote, Alte Eidgenossenschaft; gestorben 28. Dezember 1795 in Venedig) war ein italienischer Kupferstecher und Maler Schweizer Herkunft.

## Leben
David(e) Anton(io) Fossati war ein Sohn des Militäringenieurs und Malers Giorgio Domenico Fossati und der Maria Francesca Paleari. Fossati ging 1720 nach Venedig. Er wurde im Zeichnen bei Vicenzo Maria Mariotti und in der Malerei bei Daniel Gran ausgebildet.
Mit Gran zog er 1723 nach Wien. Dort malte er 1724 im Palais Althan und 1725 im Palais Schwarzenberg, sowie 1727 in der Wiener Hofbibliothek. Er wechselte als Freskant zu Antonio Galliardi und Anton Hertzog und arbeitete unter anderem in der Wiener Leopoldskirche. 1728 malte er in Pressburg im Bischofspalais und nach Entwürfen von Alessandro Galli da Bibiena in der Trinitarierkirche. 1729 arbeitete er im Refektorium der Abteikirche in Pannonhalma (Sankt Martinsberg). 
1730 kehrte Fossati nach Venedig zurück und führte 1731 Wandmalereien in der Villa Cornaro Torre bei Este und im Nonnenkloster Santa Margaretta bei Lauis aus. Er wandte sich dann auch dem Kupferstich zu. 1738 heiratete er die aus Morcote stammende Kusine Giacomina Rezzi, Tochter des Malers Antonio Rezzi. Sie hatten drei Kinder, die das Erwachsenenalter erreichten. 1743 kündigte er in Venedig einen Band mit 24 Radierungen nach Gemälden von Marco Ricci aus den Sammlungen von Joseph Smith und Antonio Maria Zanetti an. Der Quartband war Francesco Algarotti gewidmet, der sich auf einer Einkaufsreise für den sächsischen Herrscher in Venedig befand. 1775 wurde Fossati zum Ehrenmitglied der Accademia di belle arti di Venezia gewählt, 1778 zum Mitglied der Accademia Clementina di Bologna und des Malerkollegiums von Venedig ernannt.